# Rhamnella franguloides
Rhamnella franguloides es una especie de planta de la familia Rhamnaceae. Es originaria del sudeste de Asia.

## Sescripción
Son arbustos o pequeños árboles de hoja caduca, que alcanzan los 2-9 m de altura. Las ramas jóvenes son pubescentes y verdosas, densamente pilosas. Con estípulas lanceoladas, de 3-4 mm, persistentes; y pecíolo de 2-6 mm, densamente pubescente; la lámina foliar es abaxialmente amarillo-verde, y adaxialmente de color verde, son obovado-oblongas, obovado-elípticas, oblongas o elípticas y estrechas, de 4-12 × 2-5 cm . Flores de color amarillo-verde, bisexuales, en cimas axilares. El fruto es una drupa de color rojo o anaranjado en la madurez. Tiene un número de cromosomas de: 2 n = 24.

## Distribución y hábitat
Se encuentra en los bosques, en laderas, bordes de carreteras, por debajo de 1100 metros, en China en Anhui, Hebei, Henan, Hubei, Hunan, Jiangsu, Jiangxi, Shaanxi, Shanxi, Shandong y Zhejiang.

## Ecología
Rhamnella franguloides es el alimento de las larvas del lepidóptero Polyura eudamippus.

## Taxonomía
Rhamnella franguloides fue descrita por (Maxim.) Weberb. y publicado en Die Natürlichen Pflanzenfamilien 3(5): 406, en el año 1895.
Sinonimia
- Berchemia congesta S.Moore
- Microrhamnus franguloides Maxim. basónimo
- Microrhamnus taquetii H.Lév.
- Rhamnella japonica Miq.
- Rhamnella obovalis C.K.Schneid.[3]